# もしも生まれ変わったら もう一度 愛してくれますか?
もしも生まれ変わったら もう一度 愛してくれますか?／Dream☆ing（もしもうまれかわったらもういちどあいしてくれますか／ドリーミング）は、北原愛子の12thシングル。

## 楽曲
北原の楽曲の中では一番長いタイトルである。
インディーズバンド「スピカ」とのコラボレート作品である。
前作に引き続き、タイトルが“も”で始まる。

## パッケージ
初回限定版は両A面シングル「もしも生まれ変わったら もう一度 愛してくれますか?／Dream☆ing」として発売され、アルバム『Sea』との連動応募券が封入されていた。

## 収録曲
1. もしも生まれ変わったら　もう一度　愛してくれますか?
  - 作詞：北原愛子／作曲：中嶋康孝／編曲：スピカ
2. Dream☆ing
  - 作詞：北原愛子／作曲：徳永暁人／編曲：林良
3. アネモネ
  - 作詞：北原愛子／作曲・編曲：長幸一
4. もしも生まれ変わったら　もう一度　愛してくれますか? -instrumental-
5. Dream☆ing -instrumental-

## タイアップ
- テレビ朝日系アニメ『内閣権力犯罪強制取締官 財前丈太郎』エンディングテーマ(#1)
- 大阪梅田「EST」テーマソング(#2)